# Grand Prix Argentiny 1956
Grand Prix Argentiny 1956 (oficiálně IV Gran Premio de la Republica Argentina) se jela na okruhu Autódromo Oscar y Juan Gálvez v Buenos Aires v Argentině dne 22. ledna 1956. Závod byl prvním v pořadí v sezóně 1956 šampionátu Formule 1.

## Kvalifikace
| Poř.   | No. | Jezdec                    | Konstruktér | Čas    | Ztráta |
| ------ | --- | ------------------------- | ----------- | ------ | ------ |
| 1      | 30  | Juan Manuel Fangio        | Ferrari     | 1:42.5 | —      |
| 2      | 32  | Eugenio Castellotti       | Ferrari     | 1:44.7 | +2.2   |
| 3      | 34  | Luigi Musso               | Ferrari     | 1:44.7 | +2.2   |
| 4      | 4   | Jean Behra                | Maserati    | 1:45.1 | +2.6   |
| 5      | 12  | José Froilán González     | Maserati    | 1:45.2 | +2.7   |
| 6      | 6   | Carlos Menditeguy         | Maserati    | 1:45.6 | +3.1   |
| 7      | 2   | Stirling Moss             | Maserati    | 1:45.9 | +3.4   |
| 8      | 14  | Mike Hawthorn             | Maserati    | 1:47.4 | +4.9   |
| 9      | 36  | Peter Collins             | Ferrari     | 1:47.7 | +5.2   |
| 10     | 38  | Olivier Gendebien         | Ferrari     | 1:50.4 | +7.9   |
| 11     | 10  | Chico Landi Gerino Gerini | Maserati    | 1:52.1 | +9.6   |
| 12     | 8   | Luigi Piotti              | Maserati    | 1:57.9 | +15.4  |
| 13     | 16  | Alberto Uria              | Maserati    |        |        |
| Zdroj: |     |                           |             |        |        |

## Závod
| Poř.   | No. | Jezdec                         | Konstruktér | Počet kol | Čas/Odstoupení    | Pořadí na startu | Body |
| ------ | --- | ------------------------------ | ----------- | --------- | ----------------- | ---------------- | ---- |
| 1      | 34  | Luigi Musso Juan Manuel Fangio | Ferrari     | 98        | 3:00:03.7         | 3                | 4 5  |
| 2      | 4   | Jean Behra                     | Maserati    | 98        | +24.4             | 4                | 6    |
| 3      | 14  | Mike Hawthorn                  | Maserati    | 98        | +2 kola           | 8                | 4    |
| 4      | 10  | Chico Landi Gerino Gerini      | Maserati    | 92        | +6 kol            | 11               | 1,5  |
| 5      | 38  | Olivier Gendebien              | Ferrari     | 91        | +7 kol            | 10               | 2    |
| 6      | 16  | Alberto Uria Óscar González    | Maserati    | 88        | +10 kol           | 13               |      |
| Ret    | 2   | Stirling Moss                  | Maserati    | 81        | Motor             | 7                |      |
| Ret    | 36  | Peter Collins                  | Ferrari     | 58        | Nehoda            | 9                |      |
| Ret    | 8   | Luigi Piotti                   | Maserati    | 57        | Nehoda            | 12               |      |
| Ret    | 6   | Carlos Menditeguy              | Maserati    | 42        | Hřídel            | 6                |      |
| Ret    | 32  | Eugenio Castellotti            | Ferrari     | 40        | Převodovka        | 2                |      |
| Ret    | 12  | José Froilán González          | Maserati    | 24        | Motor             | 5                |      |
| Ret    | 30  | Juan Manuel Fangio             | Ferrari     | 22        | Palivové čerpadlo | 1                |      |
| Zdroj: |     |                                |             |           |                   |                  |      |

Poznámky
1. ↑  Juan Manuel Fangio získal jeden bod za zajetí nejrychlejšího kola.

## Průběžné pořadí po závodě
Pohár jezdců
| Pořadí | Jezdec             | Body |
| ------ | ------------------ | ---- |
| 1      | Jean Behra         | 6    |
| 2      | Juan Manuel Fangio | 5    |
| 3      | Luigi Musso        | 4    |
| 4      | Mike Hawthorn      | 4    |
| 5      | Olivier Gendebien  | 2    |
| Zdroj: |                    |      |